# حره ختلی
حُرّه خُتَّلی (درگذشته پس از ۴۳۲ قمری) شاهزاده‌ای از دودمان غزنویان و دختر سبکتگین (حاکم غزنه) بود. او با دو حاکم آل مأمون خوارزم، یعنی ابوالحسن علی و پس از مرگ او، با برادرش ابوالعباس مأمون، ازدواج کرد. مشخص نیست که از همسرانش فرزندی داشته است یا خیر. ازدواج‌های او مستقیماً به انضمام خوارزم توسط برادرش، سلطان محمود غزنوی، منجر شد. در سال ۱۰۳۰، پس از مرگ محمود، او نامه‌ای به برادرزاده مورد علاقه‌اش، مسعود، نوشت و از او خواست تا تخت پادشاهی را از برادرش، محمد، بگیرد. پس از دریافت این نامه، مسعود به‌سرعت به غزنه تاخت و تخت را غصب کرد. نامه حرّه به‌عنوان برجسته‌ترین اقدام سیاسی یک زن در دوره غزنوی تلقی می‌شود. آخرین اشاره به او در سال ۱۰۴۰ است که غزنه را به مقصد هند ترک کرد؛ سرنوشت نهایی او نامعلوم است.
وجه تسمیه او معلوم نیست. به نظر می‌رسد حرّه لقبی احترام‌آمیز بوده که در دوره غزنویان برای زنان و دختران خاندان سلطنتی به کار می‌رفته‌است. پس از مرگ سلطان محمود، محمد که پس از برکناری مسعود از ولیعهدی، جانشین پدر شده بود، زمام امور را به دست گرفت. در این هنگام، حرّه که از سوی سلطان محمود عهده‌دار سرپرستی زنان و دختران خاندان غزنوی بود، تلاش خود را برای جانشینی مسعود آغاز کرد. حرّه در زمان سلطنت مسعود نیز نفوذ فراوانی داشت.